# NGC 2016
NGC 2016 是山案座的一個星系。
 维基共享资源上的相關多媒體資源：NGC 2016
- NED – NGC 2016
- SEDS – NGC 2016
- SIMBAD – NGC 2016
- VizieR – NGC 2016